# Maciej Bębenek
Maciej Bębenek (* 22. September 1984 in Krakau, Polen) ist ein polnischer Fußballspieler.

## Karriere
Bębenek begann seine Profikarriere bei Olimpic Kraków, ehe er im Winter 2002 zu Kmita Zabierzów wechselte. Nach drei Spielzeiten in der zweiten Liga wurde der Erstligist Widzew Łódź 2006 auf den Mittelfeldspieler aufmerksam und nahm ihn unter Vertrag. Jedoch kam Bębenek in der Hinrunde der Saison 2006/2007 nur auf zwei Einsätze in der Orange Ekstraklasa und wechselte in der Winterpause zu seinem ehemaligen Verein Kmita Zabierzów zurück. Nach guten Auftritten dort wurde im Winter 2009 der zweimalige polnische Meister Polonia Bytom auf ihn aufmerksam und nahm ihn unter Vertrag.
Nachdem er sich bei Polonia Bytom nicht durchsetzen konnte, wechselte Bębenek im Sommer 2009 zu Sandecja Nowy Sącz. In der 2. Liga konnte er in der Saison 2009/10 in 31 Spielen sieben Tore erzielen. Das weckte das Interesse von Górnik Zabrze, so dass Maciej Bębenek zur Saison 2010/11 verpflichtet wurde, wo er jedoch als Auswechselspieler nur bedingt zu Einsätzen kam. Zusätzlich lief er für Górnik Zabrze noch in der Młoda Ekstraklasa auf. In der Rückrunde 2010/11 und in der Saison 2011/12 kam er gar nicht für die erste Mannschaft zum Einsatz. Nach nur zwei Einsätzen in der Hinrunde 2012/13, wurde sein Vertrag im Januar 2013 vorzeitig aufgelöst.
Noch am gleichen Tag gab sein ehemaliger Verein und Zweitligist Sandecja Nowy Sącz die Verpflichtung von Bębenek bekannt. Hier verbrachte er zwei Jahre und wechselte dann weiter zu GKS Katowice. Seit 2017 spielt er nur noch unterklassig, zuerst für Wiślanie Jaśkowice in der Lig III und im Januar 2019 wechselte er weiter zum Viertligisten und Heimatverein Wieczysta Kraków.